# Hartennes-et-Taux
Hartennes-et-Taux település Franciaországban, Aisne megyében. Lakosainak száma 341 fő (2022. január 1.). Hartennes-et-Taux Buzancy, Chacrise, Droizy, Launoy, Parcy-et-Tigny, Grand-Rozoy és Villemontoire községekkel határos.

## Népesség
A település népességének változása:
| Lakosok száma | 272  | 317  | 355  | 340  | 383  | 396  | 371  | 347  | 344  | 341  |
|               | 1968 | 1982 | 1990 | 2006 | 2013 | 2015 | 2017 | 2019 | 2020 | 2022 |